# Шахтёр (Никопольский район)
Шахтёр (укр. Шахтар) — село,
Покровский сельский совет,
Никопольский район,
Днепропетровская область,
Украина.
Код КОАТУУ — 1222985506. Население по переписи 2022 года составляло 1 человек.

## Географическое положение
Село Шахтёр находится на левом берегу реки Солёная,
ниже по течению на расстоянии в 2 км расположен пгт Горняцкое (Покровский городской совет),
на противоположном берегу — село Александровка.